# 坂下村 (岐阜県)
坂下村（さかしもむら）は、岐阜県吉城郡にあった村である。
1956年に合併で宮川村の一部となり、現在は飛騨市の一部である。
旧・宮川村の北部（宮川下流側）に該当し、北は富山県に接する。

## 歴史
- 江戸時代末期、この地域は飛騨国吉城郡であり、天領であった。
- 1871年（明治4年） - 廃藩置県により、飛騨国一円は筑摩県となる。
- 1874年（明治7年） - 桑ケ谷村と小野村が合併し、桑野村となる。
- 1875年（明治8年） - 打保村、杉原村、戸谷村、桑野村、小豆澤村、加賀澤村、鮎飛村、巣納谷村、祢冝ヶ澤上村、中澤上村、塩屋村、山之山村、洞村が合併し発足となる。
- 1876年（明治9年）8月20日 - 筑摩県が分割され、旧・飛騨国一円は岐阜県と合併する。
- 1889年（明治22年）7月1日 - 町村制により坂下村が村制施行。
- 1918年（大正7年）2月14日 - この日主要新聞で一斉に、「1月25日 - 26日に大正7年豪雪にともなって坂下村万波集落が孤立し約300人が餓死」との旨の報道がなされるが、誤報と判明する。富山県のある集落で雪崩と火災により9人が死亡した事実が流言化するうちに変化して伝わり、各紙の記者がそれを真に受けて記事にしたものであった[1]。後世の年表などの出版資料で、事実として掲載されたままになっている例がある[2][3]。
- 1956年（昭和31年）9月30日 - 坂上村と合併し宮川村が発足。同日坂下村廃止。

## 教育
- 坂下村立坂下小学校
- 坂上村立坂下中学校

## 交通機関
- 国鉄高山本線
  - 打保駅・杉原駅

## 神社・仏閣
- 塩竈金清神社
- 玄昌寺
- 久昌寺
- 光明寺
- 長久寺

## 観光
- 池ヶ原湿原